# Agenti S.H.I.E.L.D.
Agenti S.H.I.E.L.D. (v anglickém originále Marvel's Agents of S.H.I.E.L.D. nebo jednoduše Agents of S.H.I.E.L.D.) je americký televizní seriál vytvořený pro stanici ABC od Josse Whedona, Jeda Whedona a Maurissy Tancharoen založen na marvelovské špionážní agentuře S.H.I.E.L.D. (Strategic Homeland Intervention, Enforcement and Logistics Division). Seriál je produkován ABC Studios, Marvel Television a Mutant Enemy a je posazen do marvelovského filmového světa. Seriál je časově zařazen po událostech ve filmech Avengers a Iron Man 3. Seriál pojednává o agentech špionážní agentury S.H.I.E.L.D., jejich misích a podobně. Hlavní postavou seriálu je agent Phil Coulson, který dohlíží na tým agentů, se kterými řeší záhadné a neobvyklé mise. Hraje ho Clark Gregg.
Pilotní díl, který napsal Joss Whedon, Jed Whedon a Maurissa Tancharoenová a režíroval Joss Whedon, dostal zelenou na konci roku 2012 a byl natočen na začátku roku 2013. Série byla oficiálně oznámena 10. května 2013 a premiéru měla 24. září 2013. O rok později začala vysílat i jeho druhou řadu. 7. května 2015 byla ohlášena 3. řada, která se začala vysílat 29. září 2015. Čtvrtá řada se vysílala od 20. září 2016 a skončila 16. května 2017. Pátá řada se vysílá od 1. prosince 2017.
Dne 14. května 2018 bylo oznámeno, že seriál získal šestou řadu s 13 díly, která měla premiéru 10. května 2019. Téhož roku v listopadu byla objednána sedmá řada, jež bude mít také 13 dílů. Jedná se o finální řadu seriálu. Ta měla premiéru dne 27. května 2020.

## Synopse
V první sérii agent Phil Coulson dává dohromady malý tým agentů z S.H.I.E.L.D.u, který bude pracovat na nových tajných případech. Vyšetřují projekt Stonožka a jejího vůdce „Jasnovidce“. Posléze je zjištěno, že projekt Stonožka je zaštítěn Hydrou a oni se musí zabývat infiltrací Hydry do S.H.I.E.L.D.u a jeho následného zničení.
V druhé sérii se Coulson spolu s jeho týmem znovu snaží získat důvěru vlády a veřejnosti po rozpadu S.H.I.E.L.D.u. Při tom se musí nadále ve velkém potýkat s Hydrou, otcem Skye a nově vytvořenou frakcí S.H.I.E.L.D.u, která nesouhlasí s jeho vedením. Později se musí potýkat i s odhalením Inhumans (v překladu Nelidé).
Během třetí série Coulson začíná tajnou misi na shromáždění nového týmu Inhumans, který se vypořádá s novými hrozbami světa. Mezitím se Hydra snaží přivést prastarého vůdce Inhumans, Hivea zpátky na Zem. Po porážce Hivea a zničení Hydry se díky Sokovijské smlouvě stává S.H.I.E.L.D. opět oficiální organizací. Na konci série dokončuje agent Leo Fitz a vědec Holden Radcliffe androida s umělou inteligencí (Life Model Decoy), Aidu, a virtuální svět Framework.
Ve čtvrté řadě se nejdříve tým musí potýkat se strýcem Reyese, Eliem Morrowem, který záhadně dokáže tvořit prvky a sloučeniny z ničeho. Později tým odhalí, že Morrow pouze bere energii z mezidimenzionálního prostoru, díky čemuž může vytvářet prvky. Po zastavení hrozby Morrowa tým zjistí, že Radliffe a Aida unesli agentku May, nahradili ji LMD a vnesli její vědomí do Frameworku. Později se Johnsonová a Simmonsová, jediné které Radcliffe neunesl, dostanou do Frameworku, kde se musí potýkat s různými potížemi, ale nakonec se jim podaří zachránit všechny členy týmu. Společně tým zastaví Aidu a jejího spojence Ivanova.
V páté sérii je Coulson a jeho tým přemístěn do vesmírné stanice Lighthouse (v překladu Maják), která se nachází v roce 2091 a je ovládána rasou Kree. Tam se snaží zachránit zbytek lidské rasy a najít cestu zpátky. V záchraně jim pomáhá zdejší přeživší Deke Shaw. Po návratu domů je tým označen za uprchlíky a jsou pronásledováni generálkou Haleovou. Později tým zjistí, že Deke, který jim pomáhal v Majáku se teleportoval spolu s nimi. Deke pomůže týmu, aby nenastala budoucnost, kterou viděli a v průběhu záchrany Země zjistí Fitz a Simmonsová, že Deke je jejich vnuk.
V šesté řadě se tým musí vyrovnat se smrtí Coulsona. Část týmu operuje ve vesmíru, kde při hledání Fitze musí vzdorovat agresivním mimozemským rasám. Mezitím unese Fitze Chronicom Malachi. Simmonsová se později vzdá a pomáhá Fitzovi vyřešit problém pro Chronicomy, aby mohli cestovat v čase a zachránit svoji planetu. Později se Fitz a Simmosová spojí na Zemi se zbytkem týmu, aby zastavili mimozemské stvoření Sarge a Izel.
Na začátku sedmé série ukáže Simmonsová týmu LMD Coulsona, které spolu s Fitzem postavili, aby mohl pomáhat týmu v řešení mise. Poté se tým musí pomocí cestování časem přemístit do různých etap v minulosti, aby mohly zneškodnit rasu Chromiconů, kteří chtějí S.H.I.E.L.D. vymazat z historie a ovládnout Zemi.

## Obsazení

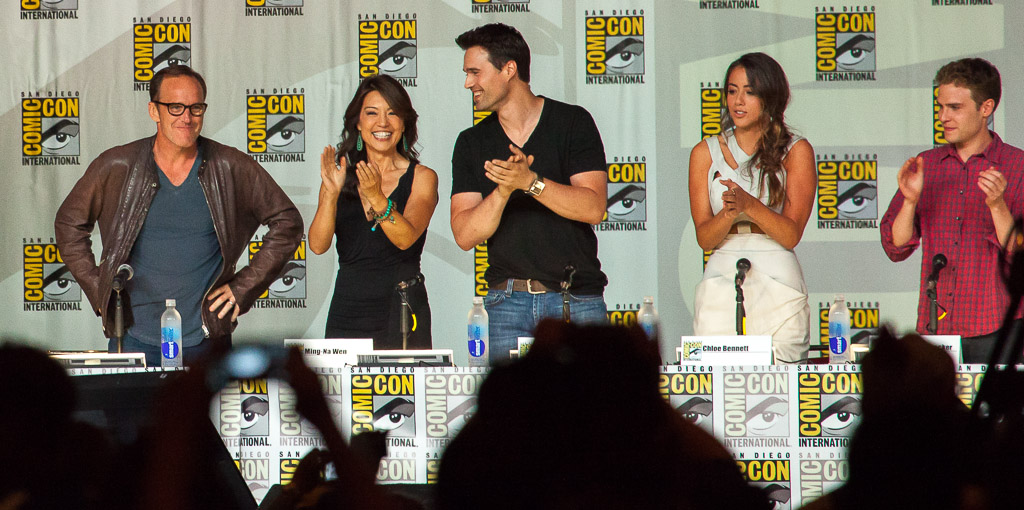
Hlavní postavy Agents of S.H.I.E.L.D. na Mezinárodním Comic Conu v San Diegu 2013 (zleva: Gregg, Wen, Dalton, Bennet, Caestecker)

| Postava                         | Představitel            | Popis                                                               | Řady   | Řady     | Řady     | Řady     | Řady      | Řady   | Řady   |
| Postava                         | Představitel            | Popis                                                               | 1      | 2        | 3        | 4        | 5         | 6      | 7      |
| ------------------------------- | ----------------------- | ------------------------------------------------------------------- | ------ | -------- | -------- | -------- | --------- | ------ | ------ |
| Phil Coulson                    | Clark Gregg             | agent S.H.I.E.L.D.u, vedoucí týmu a bývalý ředitel agentury         | hlavní | hlavní   | hlavní   | hlavní   | hlavní    |        |        |
| Sarge / Pachakutiq              | Clark Gregg             | stvoření z jiné dimenze s podobou Coulsna                           |        |          |          |          |           | hlavní |        |
| Phil Coulson LMD                | Clark Gregg             | LMD Phila Coulsna, které postavil Fitz                              |        |          |          |          |           |        | hlavní |
| Melinda Mayová                  | Ming-Na Wen             | agentka S.H.I.E.L.D.u                                               | hlavní | hlavní   | hlavní   | hlavní   | hlavní    | hlavní | hlavní |
| Grant Ward                      | Brett Dalton            | agent Hydry v přestrojení za agenta S.H.I.E.L.D.u                   | hlavní | hlavní   | hlavní   | vedlejší |           |        |        |
| Hive                            | Brett Dalton            | jeden z prvních Inhumanů a parazit, který obsazuje lidské hostitele |        |          | hlavní   |          | hostující |        |        |
| Daisy „Skye“ Johnsonová / Quake | Chloe Bennet            | agentka S.H.I.E.L.D.u a Inhumanka                                   | hlavní | hlavní   | hlavní   | hlavní   | hlavní    | hlavní | hlavní |
| Leo Fitz                        | Iain De Caestecker      | agent S.H.I.E.L.D.u se specializací na strojírenství a zbraně       | hlavní | hlavní   | hlavní   | hlavní   | hlavní    | hlavní | hlavní |
| Jemma Simmonsová                | Elizabeth Henstridge    | agentka S.H.I.E.L.D.u se specializací na biologické vědy            | hlavní | hlavní   | hlavní   | hlavní   | hlavní    | hlavní | hlavní |
| Lance Hunter                    | Nick Blood              | námezdní žoldák, který se přidal k S.H.I.E.L.D.u.                   |        | hlavní   | hlavní   |          | hostující |        |        |
| Bobbi Morseová / Mockingbird    | Adrianne Palicki        | agentka S.H.I.E.L.D.u                                               |        | hlavní   | hlavní   |          |           |        |        |
| Alphonso „Mack“ MacKenzie       | Henry Simmons           | mechanik, agent a později i ředitel S.H.I.E.L.D.u                   |        | vedlejší | hlavní   | hlavní   | hlavní    | hlavní | hlavní |
| Lincoln Campbell / Sparkplug    | Luke Mitchell           | Inhuman                                                             |        | vedlejší | hlavní   |          |           |        |        |
| Holden Radcliffe                | John Hannah             | transhumanista                                                      |        |          | vedlejší | hlavní   |           |        |        |
| Elena Rodriguezová / Yo-Yo      | Natalia Cordova-Buckley | Inhumanka                                                           |        |          | vedlejší | vedlejší | hlavní    | hlavní | hlavní |
| Deke Shaw                       | Jeff Ward               | vnuk Fitze a Simmonsové z budoucnosti z Majáku                      |        |          |          |          | vedlejší  | hlavní | hlavní |

## Vysílání
| Řada | Díly | Premiéra v USA   | Premiéra v USA  | Premiéra v ČR   | Premiéra v ČR      |
| Řada | Díly | První díl        | Poslední díl    | První díl       | Poslední díl       |
| ---- | ---- | ---------------- | --------------- | --------------- | ------------------ |
| 1    | 22   | 24. září 2013    | 13. května 2014 | 20. září 2015   | 29. listopadu 2015 |
| 2    | 22   | 23. září 2014    | 12. května 2015 | 26. února 2017  | 19. března 2017    |
| 3    | 22   | 29. září 2015    | 17. května 2016 | 20. března 2017 | 10. dubna 2017     |
| 4    | 22   | 20. září 2016    | 16. května 2017 | vysíláno        | vysíláno           |
| 5    | 22   | 1. prosince 2017 | 18. května 2018 | vysíláno        | vysíláno           |
| 6    | 13   | 10. května 2019  | 2. srpna 2019   | vysíláno        | vysíláno           |
| 7    | 13   | 27. května 2020  | 12. srpna 2020  | vysíláno        | vysíláno           |

## Ocenění a nominace
| Rok  | Ocenění                                     | Kategorie                                                                         | Nominovaní                                                                                       | Výsledek  |
| ---- | ------------------------------------------- | --------------------------------------------------------------------------------- | ------------------------------------------------------------------------------------------------ | --------- |
| 2013 | Critics' Choice Television Awards           | nejzajímavější nový seriál                                                        |                                                                                                  | vítězství |
| 2013 | TCA Awards                                  | nejslibnější podzimní nový seriál                                                 |                                                                                                  | vítězství |
| 2014 | People's Choice Awards                      | nejoblíbenější nová seriálová herečka                                             | Ming-Na Wen                                                                                      | nominace  |
| 2014 | People's Choice Awards                      | nejoblíbenější nový dramatický seriál                                             |                                                                                                  | nominace  |
| 2014 | Visual Effects Society Awards               | nejlepší vizuální efekty: seriál                                                  | za díl: Nový svět                                                                                | nominace  |
| 2014 | Golden Reel Awards                          | nejlepší střih zvuku: krátká forma: hudba                                         | za díl: Nový svět                                                                                | nominace  |
| 2014 | Satellite Awards                            | nejlepší televizní seriál nebo mini-seriál                                        |                                                                                                  | nominace  |
| 2014 | Cena Saturn                                 | nejlepší televizní seriál                                                         | nominace                                                                                         |           |
| 2014 | Online Film & Television Association Awards | nejlepší zvuk: seriál                                                             | nominace                                                                                         |           |
| 2014 | Online Film & Television Association Awards | nejlepší vizuální efekty: seriál                                                  | nominace                                                                                         |           |
| 2014 | Teen Choice Awards                          | objev roku: muž                                                                   | Brett Dalton                                                                                     | vítězství |
| 2014 | Primetime Creative Arts Emmy Awards         | nejlepší vizuální a speciální efekty                                              | za díl: T.A.H.I.T.I.                                                                             | nominace  |
| 2015 | People's Choice Awards                      | nejlepší televizní seriál: sci-fi / fantasy                                       |                                                                                                  | nominace  |
| 2015 | Visual Effects Society Awards               | nejlepší vizuální efekty: seriál                                                  | nominace                                                                                         |           |
| 2015 | TVLine's Performer of the Week              | nejlepší herecký výkon týdne                                                      | Ming-Na Wen (za díl: Melinda)                                                                    | vítězství |
| 2015 | Kids' Choice Awards                         | nejoblíbenější rodinný seriál                                                     |                                                                                                  | nominace  |
| 2015 | Kids' Choice Awards                         | nejoblíbenější seriálová herečka                                                  | Chloe Bennet                                                                                     | nominace  |
| 2015 | Cena Saturn                                 | nejlepší adaptace superhrdinského komiksu do televizního seriálu                  |                                                                                                  | nominace  |
| 2015 | PRISM Awards                                | nejlepší příběh: psychické zdraví – ve víceepizodním příběhu dramatického seriálu | Fitzův příběh (za díly Stíny a To, co chceme pohřbít)                                            | nominace  |
| 2015 | Teen Choice Awards                          | nejlepší televizní seriál: sci-fi / fantasy                                       |                                                                                                  | nominace  |
| 2015 | Primetime Creative Arts Emmy Awards         | nejlepší speciální a vizuální efekty                                              | za díl: Půltucet špinavců                                                                        | nominace  |
| 2015 | Online Film & Television Association Awards | nejlepší vizuální efekty: seriál                                                  |                                                                                                  | nominace  |
| 2015 | TVLine's Performer of the Week              | nejlepší herecký výkon týdne                                                      | Iain De Caestecker (za díl Přírodní zákony)                                                      | vítězství |
| 2015 | TVLine's Performer of the Week              | nejlepší herecký výkon týdne                                                      | Elizabeth Henstridge (za díl 4,722 Hours)                                                        | vítězství |
| 2016 | Kids' Choice Awards                         | nejoblíbenější rodinný televizní seriál                                           |                                                                                                  | nominace  |
| 2016 | Kids' Choice Awards                         | nejoblíbenější herečka: rodinný seriál                                            | Chloe Bennet                                                                                     | nominace  |
| 2016 | Kids' Choice Awards                         | nejoblíbenější herečka: rodinný seriál                                            | Ming-Na Wen                                                                                      | nominace  |
| 2016 | Irish Film & Television Awards              | nejlepší seriálová herečka ve vedlejší roli: drama                                | Ruth Negga                                                                                       | nominace  |
| 2016 | TVLine's Performer of the Week              | nejlepší herecký výkon týdne                                                      | Adrianne Palicki (za díl Poslední přípitek)                                                      | nominace  |
| 2016 | Cena Saturn                                 | nejlepší adaptace superhrdinského komiksu do televizního seriálu                  |                                                                                                  | nominace  |
| 2016 | Teen Choice Awards                          | nejlepší televizní zloduch                                                        | Brett Dalton                                                                                     | nominace  |
| 2016 | California on Location Awards               | nejlepší lokace: hodinový televizní program                                       | Justin Hill                                                                                      | vítězství |
| 2017 | TVLine's Performer of the Week              | nejlepší herecký výkon týdne                                                      | Henry Simmons a Natalia Cordova-Buckley (za díl: Broken Promises)                                | nominace  |
| 2017 | TVLine's Performer of the Week              | nejlepší herecký výkon týdne                                                      | Patton Oswalt (za díl: Hot Potato Soup)                                                          | nominace  |
| 2017 | TVLine's Performer of the Week              | nejlepší herecký výkon týdne                                                      | Elizabeth Henstridge a Iain De Caestecker (za díl: Self Control)                                 | nominace  |
| 2017 | Kids' Choice Awards                         | nejoblíbenější rodinný televizní seriál                                           |                                                                                                  | nominace  |
| 2017 | TVLine's Performer of the Week              | nejlepší herecký výkon týdne                                                      | Mallory Jansen (za díl: The Return)                                                              | nominace  |
| 2017 | Cena Saturn                                 | nejlepší adaptace superhrdinského komiksu do televizního seriálu                  |                                                                                                  | nominace  |
| 2017 | Teen Choice Awards                          | nejlepší televizní seriál: akční                                                  | nominace                                                                                         |           |
| 2017 | Teen Choice Awards                          | nejlepší televizní herec: akční                                                   | Gabriel Luna                                                                                     | nominace  |
| 2017 | Dragon Awards                               | nejlepší televizní seriál: sci-fi / fantasy                                       |                                                                                                  | nominace  |
| 2018 | TVLine's Performer of the Week              | nejlepší herecký výkon týdne                                                      | Ming-Na Wen (za díl The Last Day)                                                                | nominace  |
| 2018 | Visual Effects Society Awards               | nejlepší vizuální efekty v reálném díle                                           | Mark Kolpack, Sabrina Arnold, David Rey, Kevin Yuille, Gary D'Amico (za díl Orientation, Part 1) | nominace  |
| 2018 | Cena Saturn                                 | nejlepší superhrdinský seriál                                                     |                                                                                                  | nominace  |
| 2018 | Teen Choice Awards                          | nejlepší televizní seriál: akční                                                  | nominace                                                                                         |           |
| 2018 | Teen Choice Awards                          | nejlepší seriálová herečka: akční                                                 | Chloe Bennet                                                                                     | nominace  |